# Sopenjärvi
Sopenjärvi är en sjö i Finland. Den ligger i kommunen Kajana i landskapet Kajanaland, i den centrala delen av landet, 400 km norr om huvudstaden Helsingfors. Sopenjärvi ligger 175,5 meter över havet. Den är 4,08 meter djup. Arean är 1,48 kvadratkilometer och strandlinjen är 15,96 kilometer lång. Sjön  ingår i Vuoksens huvudavrinningsområde.   I omgivningarna runt Sopenjärvi växer i huvudsak blandskog. Den sträcker sig 2,1 kilometer i nord-sydlig riktning, och 2,0 kilometer i öst-västlig riktning.
I övrigt finns följande i Sopenjärvi:
- Hukansaari (en ö)

I övrigt finns följande vid Sopenjärvi:
- Joutenjoki (ett vattendrag)